# Порядок (физика)
Поря́дком в физике называют, как правило, упорядоченное в пространстве расположение объектов, часто атомов или молекул. Более аккуратно можно сказать, что порядок в этом смысле слова — это состояние системы, с достаточной степенью точности инвариантное относительно некоторых определённых сдвигов в пространстве.
При описании строения кристаллического твёрдого тела обычно говорят о позиционном и ориентационном порядке. Позиционный порядок означает, что объекты расположены на более-менее одинаковом расстояния друг относительно друга. Ориентационный порядок означает, что пространственная ориентация объектов скоррелирована.
Порядок различается также по степени охвата системы. Часто говорят о трёх типах порядка:
- дальний порядок означает, что не только соседние, но и сколько угодно удалённые объекты системы находятся в коррелированном состоянии.
- квазидальний порядок означает, что удалённые объекты системы коррелируют, но слабо. Более точно: степень корреляции между удалёнными объектами уменьшается с ростом расстояния между ними очень медленно, по степенному закону с небольшим показателем степени.
- ближний порядок означает, что заметная корреляция есть только между самыми ближайшими соседями. Степень корреляции между удалёнными объектами уменьшается с ростом расстояния экспоненциально быстро.